# جوائز الأكاديمية البريطانية لألعاب الفيديو
جوائز الأكاديمية البريطانية لألعاب الفيديو هو حفل توزيع جوائز سنوية لتكريم «الإنجاز الإبداعي المتميز» في صناعة ألعاب الفيديو. قدمت الجوائز لأول مرة في عام 2004 بعد إعادة هيكلة جوائز الأكاديمية البريطانية لفنون السينما والتلفزيون التفاعلية، يتم تقديم الجوائز من قبل الأكاديمية البريطانية لفنون الفيلم والتلفزيون (البافتا).

## الاحتفالات والفائزين

### 2002/3
- أفضل لعبة اكشن - غراند ثفت أوتو: فايس سيتي
- أفضل لعبة مغامرات - ذا ليجند أوف زيلدا: ذا ويند وايكر
- أفضل مقدمة - سول كاليبر 2
- أفضل لعبة أطفال - EyeToy: Play
- أفضل تصميم لعبة - غراند ثفت أوتو: فايس سيتي
- أفضل لعبة جيم بوي - أدفانس وير 2: بلاك هول ريزينغ
- لعبة العام - كول أوف ديوتي
- أفضل لعبة جيم كيوب- ميترويد برايم
- أفضل لعبة جوال - Tony Hawk's Pro Skater
- أفضل لعبة اون لاين - باتل فيلد 1942
- أفضل موسيقى لعبة - Harry Potter and the Chamber of Secrets
- أفضل لعبة كمبيوتر- غراند ثفت أوتو: فايس سيتي
- أفضل لعبة PS2 - غراند ثفت أوتو: فايس سيتي
- أفضل لعبة سباق - Project Gotham Racing 2
- أفضل صوت - غراند ثفت أوتو: فايس سيتي
- أفضل لعبة رياضية - فيفا كرة القدم 2004
- أفضل لعبة إستراتيجية- أدفانس وير 2: بلاك هول ريزينغ
- Sunday Times Reader Award for Games - Football Manager 2005
- الإنجاز الفني - EyeToy: Play
- أفضل لعبة Xbox - حرب النجوم: فرسان الجمهورية القديمة
- تكريم خاص - Chris Deering

### 2003/4
- أفضل لعبة اكشن - هاف-لايف 2
- أفضل تحريك - هاف-لايف 2
- Art Direction - هاف-لايف 2
- الإنجاز السمعي - كول أوف ديوتي: فاينست أور
- لعبة العام - هاف-لايف 2
- أفضل لعبة أطفال - دونكي كونغا
- أفضل لعبة جيم كيوب - برنس أوف بيرشيا: واريور ويذن
- أفضل لعبة محمولة - Colin McRae Rally 2005
- أفضل لعبة جوال - BlueTooth BiPlanes
- أفضل لعبة متعددة على الإنترنت - هاف-لايف 2
- أفضل موسيقى لعبة - هيتمان: كونتراكتز
- Originality - SingStar/Singstar Party
- أفضل لعبة PC - هاف-لايف 2
- أفضل لعبة PS2 - برن آوت 3
- أفضل لعبة - برن آوت 3
- أفضل لعبة رياضية - برو إيفوليوشن سوكر 4
- Sunday Times Reader Award for Games - Football Manager 2005
- الإنجاز الفني - برن آوت 3
- أفضل لعبة Xbox - هيلو 2
- تكريم خاص - سام هاوسر & Leslie Benzies

### 2005/6
- أفضل لعبة المغامرات - شادو أوف ذا كولوسس
- الإنجاز الفني - شادو أوف ذا كولوسس
- الإنجاز السمعي - إلكتروبلانكتون
- أفضل لعبة اجتماعية - Buzz!: The Big Quiz
- أفضل شخصية - لوكو روكو
- أفضل لعبة أطفال - لوكو روكو
- Game (Sponsored by PC World) - Tom Clancy's Ghost Recon Advanced Warfighter
- Gameplay (Sponsored by Nokia N-Gage) - Lego Star Wars II: The Original Trilogy
- Gamers' Award (Sponsored by Nokia N-Gage) - 24: The Mobile Game
- Innovation - Dr. Kawashima's Brain Training: How Old Is Your Brain?  [لغات أخرى]‏
- أفضل لعبة اون لاين - Dungeons and Dragons Online: Stormreach  [لغات أخرى]‏
- أفضل موسيقي تصويرية - تومب رايدر: ليجند
- أفضل سيناريو - سايكوناتس
- أفضل لعبة محاكاة- ذي موفيز
- أفضل تسجيل صوتي - جيتار هيرو (لعبة فيديو)
- أفضل لعبة رياضية - Fight Night Round 3
- أفضل لعبة إستراتيجية - Rise and Fall: Civilizations at War
- تكريم خاص - Tom Clancy's Ghost Recon Advanced Warfighter

### 2006/7
- Action and Adventure (Sponsored by PC World) - كراك داون (لعبة فيديو)
- Artistic Achievement - أوكامي
- Best Game  [لغات أخرى]‏ - بايوشوك
- Casual - وي سبورتس
- Gameplay (Sponsored by Nokia N-Gage) - وي سبورتس
- Innovation - وي سبورتس
- Multiplayer - وي سبورتس
- Original Score - أوكامي
- Sports - وي سبورتس
- أفضل قصة لعبة and Character - إله الحرب 2
- Strategy and Simulation - وي سبورتس
- Technical Achievement - إله الحرب 2
- Use of Audio - كراك داون (لعبة فيديو)
- BAFTA One's To Watch Award (In association with Dare to Be Digital) - Ragnarawk
- The PC World Gamers Award (The only award to be voted for by the public) - Football Manager 2007
- Academy Fellowship - Will Wright

### 2007/8
- Action and Adventure - فابل II
- Artistic Achievement - ليتل بيغ بلانت
- Best Game  [لغات أخرى]‏ - سوبر ماريو جلاكسي
- Casual - بووم بلوكس
- Gameplay - كول أوف ديوتي 4: مودرن وورفير
- Handheld - بروفيسور لايتون آند ذا كيريس فيلاج
- Multiplayer - لفت 4 ديد
- Original Score - ديد سبيس
- Sports - ريس درايفر: غريد
- Strategy - Civilization Revolution
- أفضل قصة لعبة and Character - كول أوف ديوتي 4: مودرن وورفير
- Technical Achievement - سبور
- Use of Audio - ديد سبيس
- BAFTA One's to Watch Award - Boro-Toro
- GAME Award of 2008 - كول أوف ديوتي 4: مودرن وورفير
- Academy Fellowship - نولان بوشنل

### 2009
- Action - أنشارتد 2: أمونغ ثيفز
- Artistic Achievement - فولوير
- Best Game  [لغات أخرى]‏ - باتمان: أركام أسايلم
- Family & Social - وي سبورتز ريزورت
- Gameplay - باتمان: أركام أسايلم
- Handheld - LittleBigPlanet
- Multiplayer - لفت 4 ديد 2
- Original Score - أنشارتد 2: أمونغ ثيفز
- Sports - فيفا 10
- أفضل قصة لعبة - أنشارتد 2: أمونغ ثيفز
- Strategy - إمباير: الحرب الشاملة
- Use of Audio - أنشارتد 2: أمونغ ثيفز
- Use of Online - فيفا 10
- BAFTA One's to Watch Award - Shrunk!
- GAME Award of 2009 - كول أوف ديوتي: مودرن وورفير 2
- Academy Fellowship - شيغيرو مياموتو

### 2010
- Action - أساسنز كريد: برذرهود
- Artistic Achievement - إله الحرب 3
- Best Game  [لغات أخرى]‏ - ماس إفكت 2
- Family - Kinect Sports
- Gameplay - سوبر ماريو جلاكسي 2
- Handheld - كوت ذا روب
- Multiplayer - نيد فور سبيد: هوت برسوت
- أفضل موسيقى لعبة - هيفي رين
- Puzzle - Rooms: The Main Building
- Social Network Game - My Empire
- Sports - F1 2010
- أفضل قصة لعبة - هيفي رين
- Strategy - سيفيليزيشن 5
- Technical Innovation - هيفي رين
- Use of Audio - باتلفيلد: باد كامباني 2
- BAFTA Ones to Watch Award - Twang!
- GAME Award of 2010 - كول أوف ديوتي: بلاك أوبس
- Academy Fellowship - بيتر مولينيو

### 2011
- أفضل لعبة اكشن - باتمان: أركام سيتي
- الإنجاز الفني - Rayman Origins
- الإنجاز السمعي - باتلفيلد 3
- أفضل لعبة - بورتال 2
- Debut Game - Insanely Twisted Shadow Planet
- أفضل تصميم لعبة - بورتال 2
- أفضل لعبة عائلية - ليتل بغ بلانت 2
- أفضل لعبة مبتكرة - ليتل بغ بلانت 2
- أفضل لعبة جوال - بيجلي
- أفضل لعبة اون لاين - Monstermind
- أفضل لعبة متعددة على الإنترنت - باتلفيلد 3
- أفضل موسيقى لعبة - إل أيه نوار
- Sports/Fitness - Kinect Sports: Season Two
- أفضل قصة لعبة - بورتال 2
- أفضل لعبة إستراتيجية - الحرب الشاملة: شوغون 2
- BAFTA Ones To Watch Award - Tick Tock Toys
- GAME Award of 2011 - باتلفيلد 3
- تكريم خاص - "ماركوس بيرسون"

### 2012
- أفضل لعبة اكشن - فار كراي 3
- الإنجاز الفني - جورناي (لعبة فيديو)
- الإنجاز السمعي - جورناي (لعبة فيديو)
- أفضل لعبة - ديسونرد (لعبة فيديو)
- أفضل لعبة بريطانية - The Room  [لغات أخرى]‏
- Debut Game - ذا أونفينشيد سوان
- أفضل لعبة عائلية - Lego Batman 2: DC Super Heroes
- أفضل تصميم لعبة- جورناي (لعبة فيديو)
- أفضل لعبة مبتكرة - ذا أونفينشيد سوان
- أفضل لعبة جوال - ذا واكينغ ديد (لعبة فيديو)
- أفضل لعبة متصفح- SongPop
- أفضل لعبة متعددة على الإنترنت - جورناي (لعبة فيديو)
- أفضل موسيقى لعبة - جورناي (لعبة فيديو)
- أفضل لعبة رياضية - New Star Soccer
- أفضل قصة لعبة - ذا واكينغ ديد (لعبة فيديو)
- أفضل لعبة إستراتيجية- اكس كوم: العدو المجهول
- BAFTA Ones to Watch Award - Starcrossed
- Academy Fellowship - جايب نويل

### 2013
- أفضل لعبة المغامرات - ذا لاست أوف أس
- الإنجاز الفني - تيرأواي (لعبة فيديو)
- الإنجاز السمعي - ذا لاست أوف أس
- أفضل لعبة - ذا لاست أوف أس
- أفضل لعبة بريطانية - جي تي أي 5
- Debut Game - غون هوم
- أفضل لعبة عائلية- تيرأواي (لعبة فيديو)
- أفضل تصميم لعبة - جي تي أي 5
- أفضل لعبة مبتكرة - الأخوة: حكاية الولدان (لعبة فيديو)
- أفضل لعبة جوال - تيرأواي (لعبة فيديو)
- أفضل لعبة متعددة على الإنترنت - جي تي أي 5
- أفضل موسيقى لعبة - بايوشوك إنفنت
- أفضل اداء- أشلي جونسون (بشخصية ايلي، ذا لاست أوف أس)
- أفضل لعبة رياضية- فيفا 14
- أفضل قصة لعبة- ذا لاست أوف أس
- أفضل لعبة إستراتيجية والمحاكاة - بيبرز - بليز (لعبة فيديو)
- BAFTA Ones to Watch Award - Size Does Matter
- Academy Fellowship - روكستار جيمز

### 2014
- الإنجاز الفني - Lumino City
- الإنجاز السمعي - اللاين: اسوليشن
- أفضل لعبة - ديستني (لعبة فيديو)
- أفضل لعبة بريطانية - لعبة مانيومينت فالي
- الظهور لأول مرة - نيفر آلون
- أفضل لعبة عائلية - ماين كرافت
- أفضل تصميم لعبة- ميدل-إيرث: شادو أوف موردور
- أفضل لعبة مبتكرة - ذا فانيشينغ أوف إيثان كارتر
- أفضل لعبة جوال - Monument Valley
- أفضل لعبة متعددة على الإنترنت - هيرث ستون هيروس أوف ووركرافت
- أفضل موسيقى لعبة - فار كراي 4
- Original Property - شجاعة القلوب: الحرب العظمى
- أفضل اداء - أشلي جونسون (بشخصية ايلي، ذا لاست أوف أس: ليفت بيهايند)
- أفضل لعبة دائمة - ليج أوف ليجيندز
- أفضل لعبة رياضية- OlliOlli
- أفضل قصة لعبة - ذا لاست أوف أس: ليفت بيهايند
- BAFTA Ones to Watch Award - Chambara
- Academy Fellowship - ديفيد برابن

### 2015
أقيم حفل 2015 في Tobacco Dock في 7 أبريل 2016 واستضافته Dara Ó Briain.
- الإنجاز الفني – أوري أند ذا بلايند فورست
- الإنجاز السمعي – إيفيري بادي غان تو ذا رابتور
- أفضل لعبة – فول أوت 4
- أفضل لعبة بريطانية – باتمان: أركام نايت
- الظهور لأول مرة – قصتها
- أفضل لعبة عائلية – روكيت ليغ
- أفضل تصميم لعبة – بلود بورن
- أفضل لعبة مبتكرة – قصتها
- أفضل لعبة جوال – قصتها
- متعددة – روكيت ليغ
- أفضل موسيقى لعبة - إيفيري بادي غان تو ذا رابتور
- ملكية أصلية – أنتل داون
- أفضل اداء – ميرل داندريدج (as Kate Collins, إيفيري بادي غان تو ذا رابتور)
- Persistent Game – بريزون أركيتكت
- Sports – روكيت ليغ
- Story – لايف إز سترينج
- Special - إيمي هينيغ[3]
- BAFTA Ones to Watch Award – Sundown
- زمالة الأكاديمية – جون كارماك
- جائزة جمهور AMD للرياضات الإلكترونية – سمايت

### 2016
أقيم حفل 2016 في Tobacco Dock في 6 أبريل 2017 واستضافه داني والاس.
- الإنجاز الفني – إنسايد
- الإنجاز السمعي – آخر الحماة
- أفضل لعبة – أنشارتد 4: نهاية لص
- أفضل لعبة بريطانية – أوفركوكد
- الظهور لأول مرة – فاير ووتش
- أفضل لعبة متطورة – روكيت ليغ
- أفضل لعبة عائلية – أوفركوكد
- أفضل تصميم لعبة – إنسايد
- أفضل لعبة مبتكرة – That Dragon, Cancer
- جوال – بوكيمون غو
- متعددة – أوفرواتش (لعبة فيديو)
- أفضل موسيقى لعبة – Virginia
- أفضل سرد – إنسايد
- ملكية أصلية – إنسايد
- أفضل اداء – Cissy Jones (as Delilah, فاير ووتش)
- BAFTA جائزة خاصة – بريندا روميرو
- BAFTA جائزة خاصة - Brandon Beck and Marc Merrill of ريوت غيمز[5]
- BAFTA Ones to Watch Award – Among the Stones
- جائزة جمهور AMD للرياضات الإلكترونية – كلاش رويال

### 2017
أقيم حفل 2017 في The Troxy في 12 أبريل 2018 واستضافته Dara Ó Briain.
- الإنجاز الفني – هيل بليد: سنواز سكريفايس
- الإنجاز السمعي – هيل بليد: سنواز سكريفايس
- أفضل لعبة – وات ريمينس أف إديث فنش
- أفضل لعبة بريطانية – هيل بليد: سنواز سكريفايس
- الظهور لأول مرة – غوروغوا
- أفضل لعبة متطورة – أوفرواتش (لعبة فيديو)
- أفضل لعبة عائلية – سوبر ماريو أوديسي
- أفضل لعبة ما وراء الترفيه – هيل بليد: سنواز سكريفايس
- أفضل تصميم لعبة – سوبر ماريو أوديسي
- أفضل لعبة مبتكرة – ذا ليجند أوف زيلدا: بريث أوف ذا وايلد
- أفضل لعبة جوال – Golf Clash
- متعددة – ديفنيتي: أورجينال سين 2
- أفضل موسيقى لعبة – كاب هيد
- أفضل سرد – Night in the Woods
- ملكية أصلية – هوريزن زيرو دون
- أفضل اداء – Melina Juergens (as Senua, هيل بليد: سنواز سكريفايس)
- جائزة خاصة: نولان نورث[8]

### 2018
أقيم حفل 2018 في قاعة الملكة إليزابيث في 4 أبريل 2019 واستضافه Dara Ó Briain.
- الإنجاز الفني – ريترن أف ذا أوبرا دين
- الإنجاز السمعي – إله الحرب (لعبة فيديو 2018)
- أفضل لعبة – إله الحرب (لعبة فيديو 2018)
- أفضل لعبة بريطانية – فورزا هوريزون 4
- الظهور لأول مرة – Yoku's Island Express
- أفضل لعبة جوال EE – Old School RuneScape
- أفضل لعبة متطورة – فورتنايت باتل رويال
- أفضل لعبة عائلية – نينتندو لابو
- أفضل لعبة ما وراء الترفيه – My Child Lebensborn
- أفضل تصميم لعبة – ريترن أف ذا أوبرا دين
- أفضل لعبة مبتكرة – نينتندو لابو
- أفضل لعبة جوال – فلورنسا
- متعددة – أواي أوت
- أفضل موسيقى لعبة – إله الحرب (لعبة فيديو 2018)
- أفضل سرد – إله الحرب (لعبة فيديو 2018)
- ملكية أصلية – إنتو ذا بريش
- أفضل اداء – جيريمي ديفيز as The Stranger in إله الحرب (لعبة فيديو 2018)
- جائزة خاصة – إيبك غيمز[11][12]

### 2019
على الرغم من أنه من المقرر تقديمه في حفل في قاعة الملكة إليزابيث في لندن، فقد تم تقديم الحدث على بث مباشر في 2 أبريل 2020 بسبب القلق بشأن جائحة فيروس كورونا 2019–20.
- أفضل لعبة أنمي – لويجيز مانشن 3
- الإنجاز الفني – سايونارا وايد هارتس
- الإنجاز السمعي – Ape Out
- أفضل لعبة – أوتر وايلدز
- أفضل لعبة بريطانية – Observation
- الظهور لأول مرة – ديسكو إليسيوم
- EE أفضل لعبة جوال – كول أوف ديوتي: موبايل
- أفضل لعبة متطورة – باث أوف إيقزايل
- أفضل لعبة عائلية – أونتايلتد غوس غيم
- أفضل لعبة ما وراء الترفيه – Kind Words (lo fi chill beats to write to)
- أفضل تصميم لعبة – ديسكو إليسيوم
- متعددة – أبيكس ليجندز
- أفضل موسيقى لعبة – ديسكو إليسيوم
- أفضل سرد – ديسكو إليسيوم
- ملكية أصلية – ديسكو إليسيوم
- أفضل أداء في دور قيادي – Gonzalo Martin as Sean Diaz in لايف إز سترينج 2
- أفضل أداء في دور داعم – Martti Suosalo as Ahti the Janitor in كنترول (لعبة فيديو 2019)
- الإنجاز الفني – ديث ستراندنغ
- زمالة الأكاديمية – هيديو كوجيما